# 郎木寺镇
郎木寺镇，是中华人民共和国甘肃省甘南藏族自治州碌曲县下辖的一个乡镇级行政单位。
郎木寺镇是中华人民共和国甘肃省甘南藏族自治州碌曲县下属的一个镇。郎木寺镇位于青藏高原若尔盖湿地边缘，甘肃与四川交界的地方，被誉为“东方小瑞士”。该镇曾入围“2005年中国魅力名镇20强”。
郎木寺镇得名于郎木寺，该寺始建于1748年。

## 图集

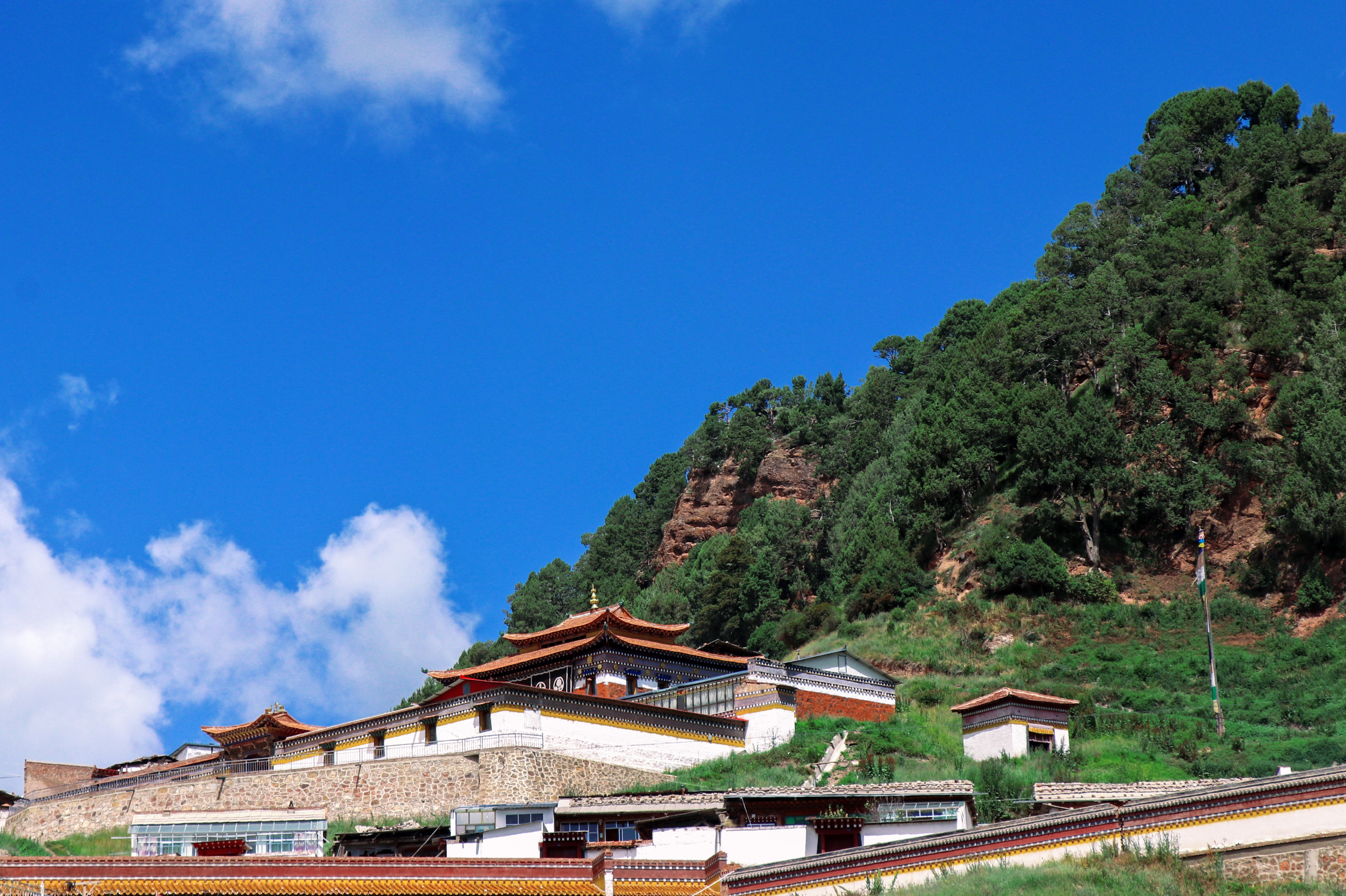
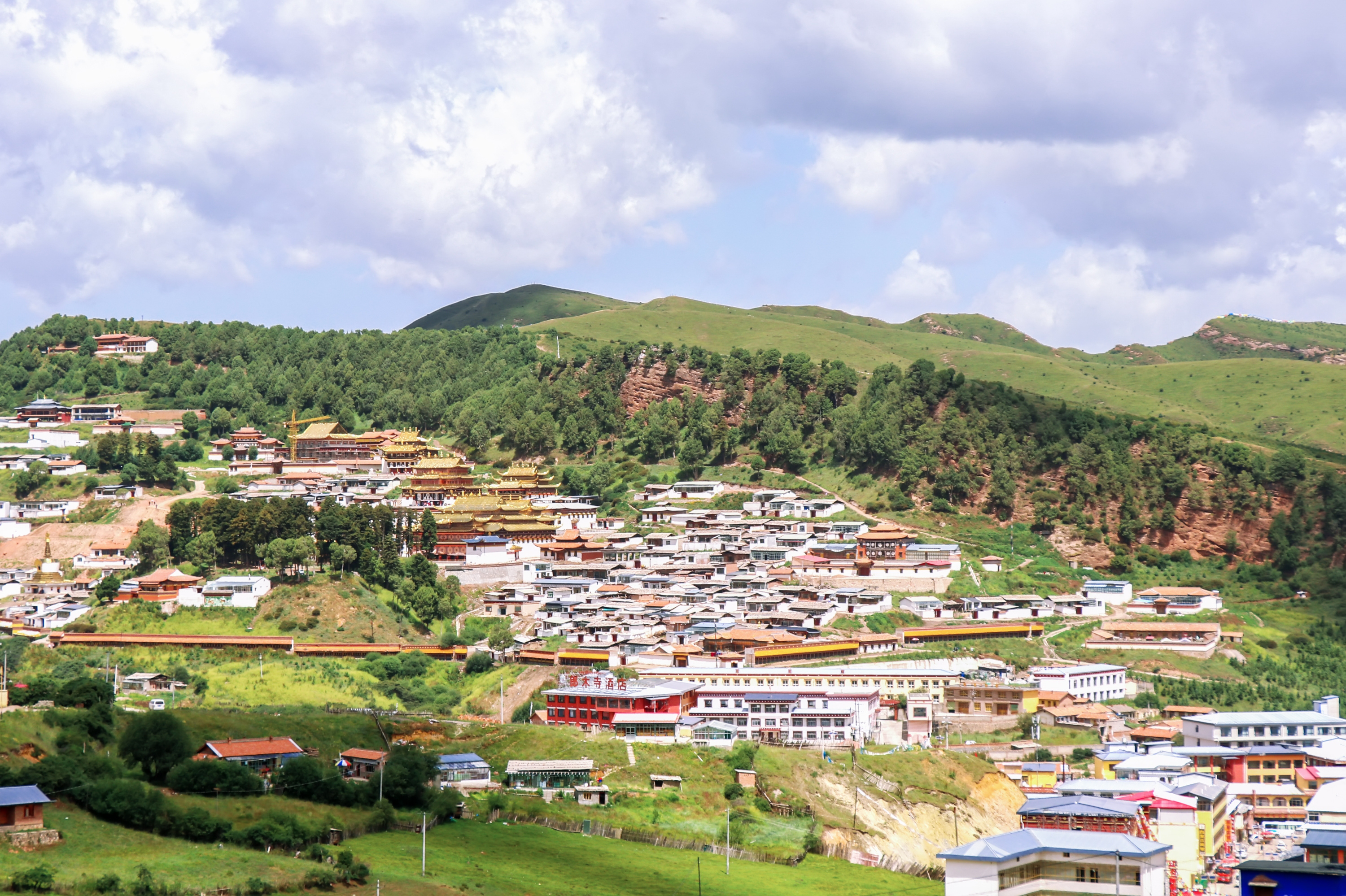
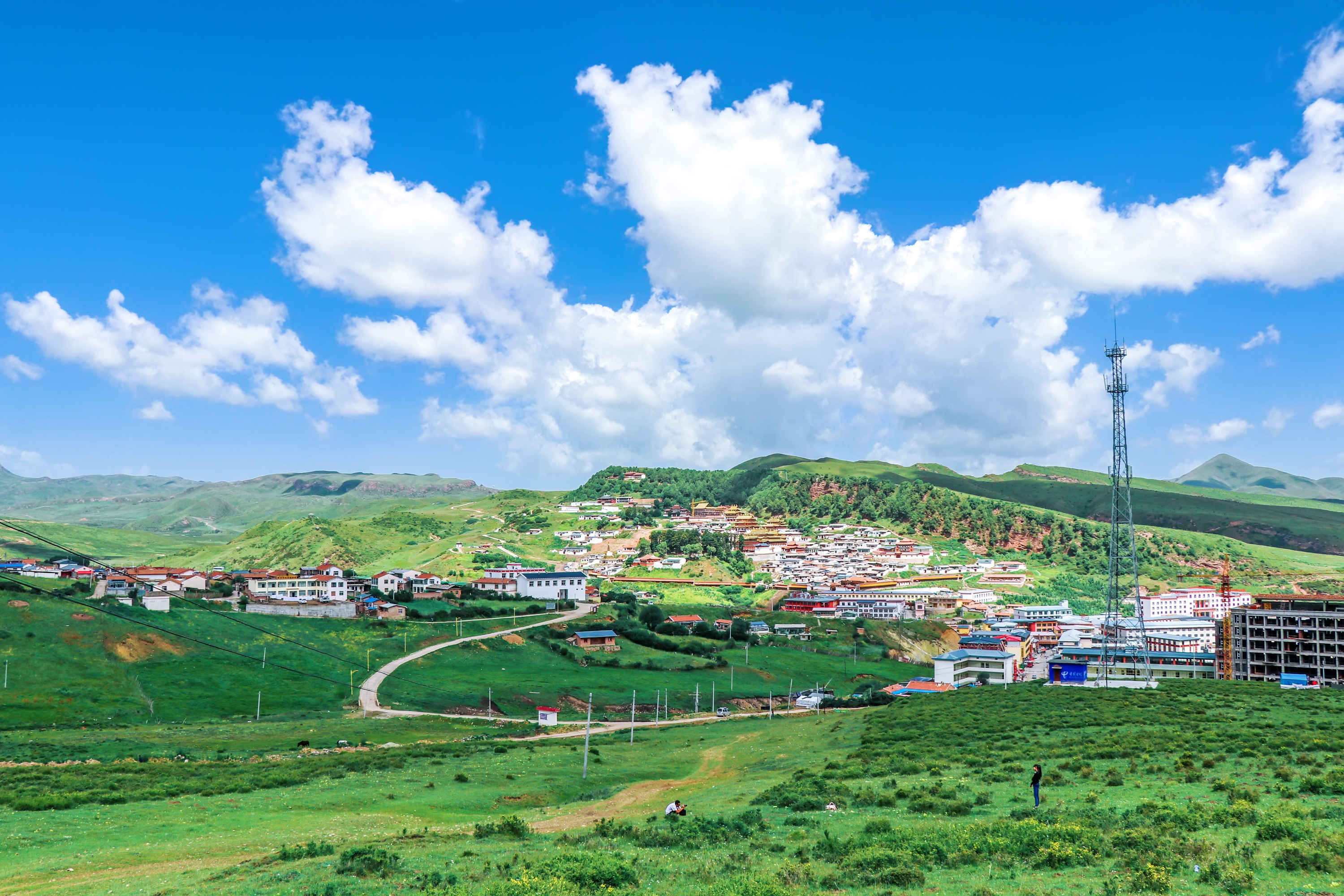
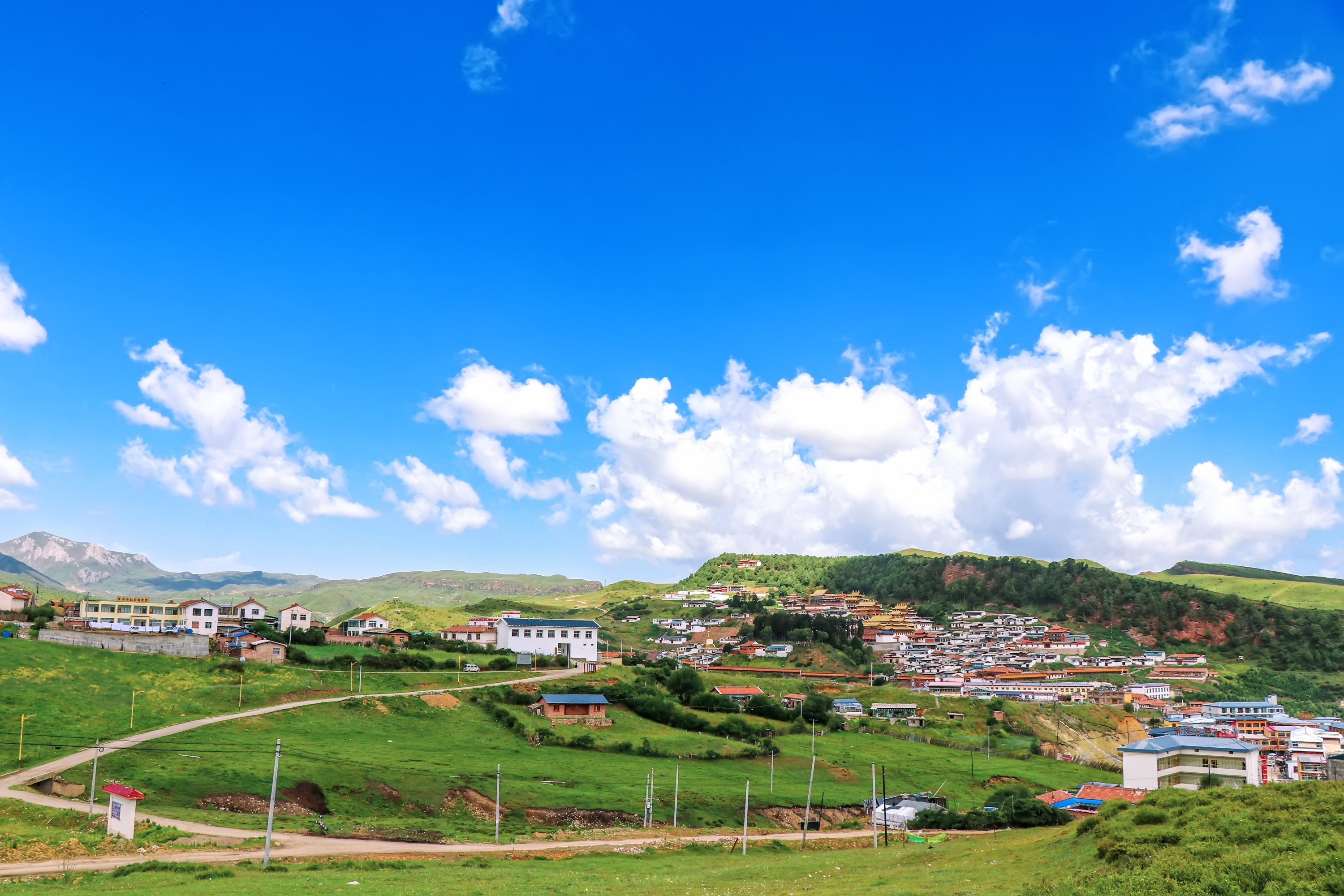
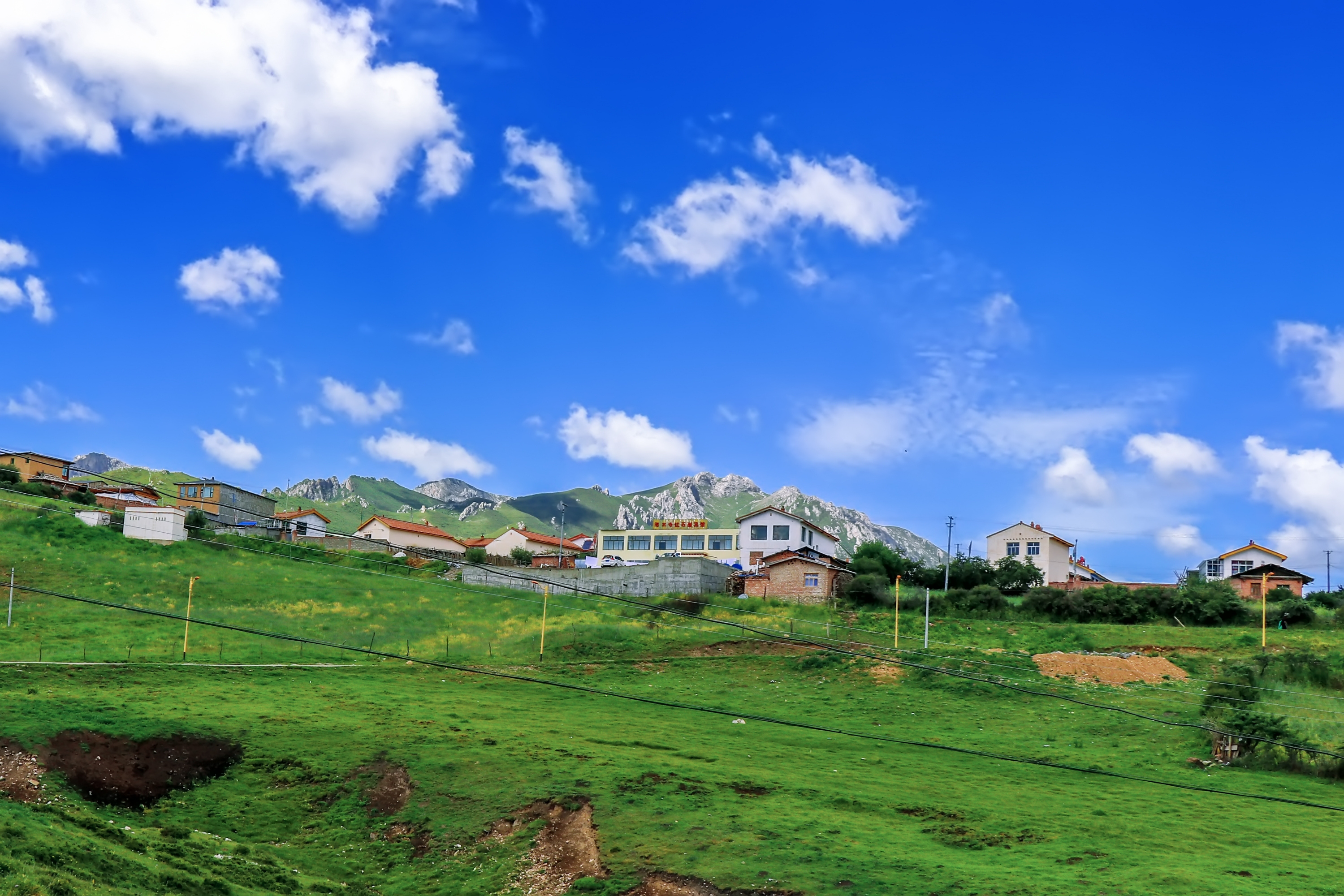
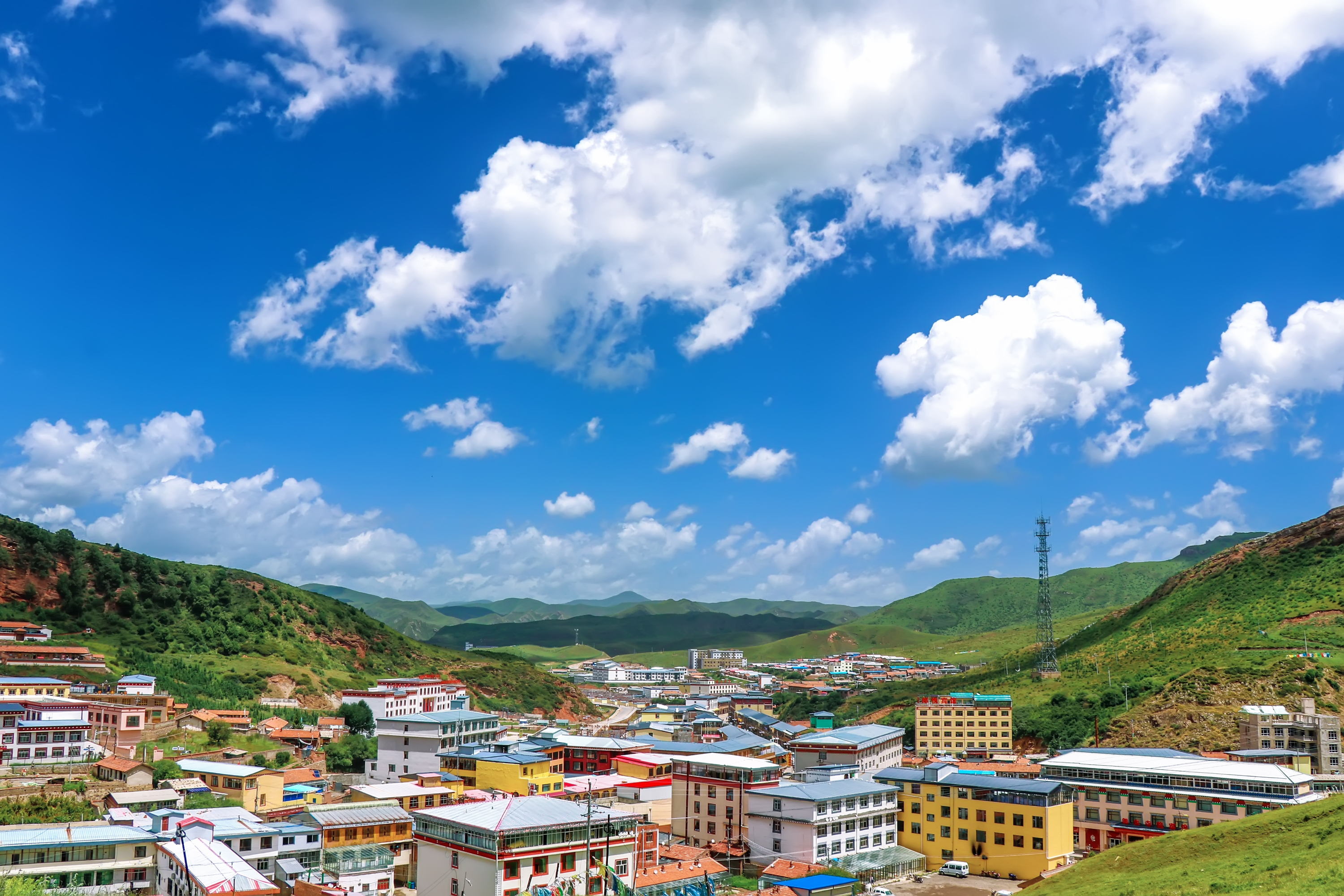

## 行政区划
郎木寺镇下辖以下地区：
社区、郎木村、尕尔娘村、贡巴村和波海村。